# Тібор Вайсенборн
Тібор Вайсенборн  (нім. Tibor Weißenborn, 20 березня 1981) — німецький хокеїст на траві, олімпійський чемпіон.

## Виступи на Олімпіадах
| Олімпіада   | Дисципліна     | Місце |
| ----------- | -------------- | ----- |
| Сідней 2000 | хокей на траві | 5     |
| Афіни 2004  | хокей на траві | 3     |
| Пекін 2008  | хокей на траві | 1     |